# Fernán Caballero (község)
Fernán Caballero egy község Spanyolországban, Ciudad Real tartományban.  Lakosainak száma 965 fő (2024).

## Népesség
A település népessége az elmúlt években az alábbi módon változott:
| Lakosok száma | 1036 | 1094 | 1139 | 1146 | 1143 | 1089 | 1057 | 1001 | 979  | 965  |
|               | 2001 | 2004 | 2006 | 2009 | 2011 | 2014 | 2016 | 2019 | 2021 | 2024 |